# Тупољев АНТ-44
Тупољев АНТ-44/МТБ-2, (рус. Туполев АНТ-44/МТБ-2), је четворомоторни хидроавион амфибија на клипно елисни погон металне конструкције руског произвођача ОКБ 156 Тупољев (Опитни конструкциони биро - Тупољев) намењен бомбардовању и торпедовању непријатељских пловних јединица и извиђању морских пространстава. Направљен уочи Другог светског рата коришћен пре и за време рата.

## Пројектовање и развој
Рад на пројектовању хидроавиона почео је у ОКБ 156 Тупољев (Опитни Конструкциони Биро - „Тупољев") почетком 1928-29. године, од тог периода до почетка рада на пројекту Тупољев АНТ-44/МТБ-2 у овом бироу је пројектовано неколико хидроавиона: АНТ-7/МР-6 варијанта авиона АНТ-4 (1929); АНТ-8/МДР-2 (1931); АНТ-22/МК-1 (1934) и АНТ-27/МДР-4/МТБ-1 (1934). Готово све ове пројекте је радио тим на чијем је челу био водећи пројектант Иван Подгорски, нажалост он је умро па је пројект АНТ-44 преузео пројектант Александар Голубков. Рад на пројекту АНТ-44 је почео децембра месеца 1934. године, авион је замишљен као једнотрупи хидроавион са четири мотора, потпуно металне конструкције, са трупом у облику брода са склапајућим стајним трапом система трицикл тако да је овај авион припадао класи хидроавиона амфибија.
Израда протоипа авиона је почела 4. октобра 1935. године у погонима ОКБ 156 Тупољев (Опитни Конструкциони Биро - Тупољев) у Москви. Први прототип је био опремљен француским моторима Gnome-Rhone Maestral 14Krsds снаге 604 kW (-810 KS). Прототип је завршен марта месеце 1937. године, пошто му склапајући стајни трап није био готов, на првом прототипу је био уграђен фиксни стани трап тако да је испитиване у лету да аеродрома Кходинка почело 19. априла 1937. године. Пробни пилот је био Тимофеј Рјабенко а копилот Д. Иљински. Након фабричких испитивања спроведено је државно тестирање које је окончано до краја јула месеца а резултати су били следећи: максимална брзина 355 km/h, максимална полетна маса је износила 18.500 kg, а опсег лета је био са теретом од 2.500 kg бомби или торпеда 2.500 km Други прототип је завршен у јуну 1938. године он је имао руске моторе Тумански М-87Ас снаге 627 kW (840 KS) и склапајући стајни трап. Први протоип је 1938. године такође модификован са новим моторима и скалпајућим стајним трапом. Оба авиона АНТ-44 су у септембру месецу предати Совјетској морнарици, добили су војну ознаку МТБ-2 (Морски Торпедни Бомбардер) и били су базирани на Црном мору.

### Технички опис
Хидроавион амфибија Тупољев АНТ-44/МТБ-2 је висококрилни конзолни једнокрилац металне конструкције, са четири клипно елисна радијална мотора М-87, који су постављени на нападну ивицу крила авиона. Мотори имају трокраке металне елисе пречника 3,5 m са фиксним кораком. Труп авиона је правоугаоног попречног пресека и има изглед брода са прамцем и кобилицом. Део крила између два спољна мотора је снажна правоугаона челична конструкција са аеродинамичном формом крила, која повезује труп авиона са моторима. Део крила које се налази са спољње стране мотора према крају крила је трапезастог облика са благо заобљеним крајевима. Облик крила гледано авион спреда, имитира крило галеба па је због тога авион добио назив „Галеб“ (рус. Чайка). Крила и труп авиона су обложени облогом од равног алуминијумског лима. Испод крила су се налазила два помоћна пловка која су омогућавала лакше слетање и кретање авиона по немирном мору. Кокпит пилота се налазио у затвореној пилотској кабини која се налазила непосредно испред крила. Кабине стрелца су се налазиле по један стрелац се налазио на прамцу (кљуну) авиона, један у кабини на репу авиона испод вертикалног кормила правца, а један на горњој површини трупа авиона између пилотске кабине и репа авиона, сви стрелци су били у затвореним стакленим кабинама. Авион је могао да слеће и на тло и на водену површину, захваљујући уграђеном стајном трапу који је при слетању на водену побршину подизао точкове изнад нивоа водене површине.

## Наоружање
- Стрељачко: 2 топа 20 mm ШВАК, 4 митраљеза 7.62  ШКАС,
- Бомбе: од 2.000 kg до 4.000 kg бомби,

## Оперативно коришћење
Овим авионом је у току 1940. године постављено неколико светских рекорда за авионе у својој класи (амфибијски авиони): 
- 17. јуна 1940: надморској висини од 7,595 m без оптерећења,
- 17. јуна 1940: надморској висини од 7.134 m са 1.000 kg терета,
- 19. јун 1940: надморској висини од 6.284 m са 2.000 kg терета,
- 19. јун 1940: надморској висини од 5.219 m са 5.000 kg терета,
- 28. септембар 1940: максималну брзину од 277,4 km/h око 1000  са оптерећењем од 1.000 kg,
- 7. октобар 1940: максималну брзину од 241,9 km/h око 1000  са оптерећењем од 2.000 kg,

Рат је прекинуо сваки даљи рад на производњи и развоју овог авиона. Ова два примерка су коришћена у току Другог светског рата у области Црног мора. Њима су бомбардоване рафинерије нафте у Румунији и Бугарској, обављали си извиђачке задатке, служили су за транспорт и снабдевање као и за задатке спашавања све до 1943. године.

## Земље које су користиле овај авион
- СССР